# Mysmenopsis archeri
Mysmenopsis archeri är en spindelart som beskrevs av Norman I. Platnick och Mohammad U. Shadab 1978. Mysmenopsis archeri ingår i släktet Mysmenopsis och familjen Mysmenidae. Inga underarter finns listade i Catalogue of Life.